# كريات أربع
مستوطنة كريات أربع، (وبالعبرية: קִרְיַת־אַרְבַּע)، هي مستوطنة إسرائيلية حضرية تقع شرقي وعلى مشارف مدينة الخليل في منطقة تلال الخليل في الضفة الغربية المحتلة. وهي اعلى مستوطنة يهودية في الضفة الغربية على أرتفاع 1008م فوق مستوى البحر. تأسست في عام 1968، في عام 2016 كان عدد سكانها 7272. وتعمل كريات أربا كمركز حضري للمجتمعات المحلية في المنطقة، مع ممثلين عن العديد من السلطات والمراكز الطبية والمجلس ديني. وهناك أربع مناطق مجاورة للمستوطنة هي أشموريت يتزهاك، كريات، رامات مامرى (جفعات هرسينا) وييفات أفوت.
وبما أن كريات أربع يمكن أن ينظر إليها على أنها ضاحية في الخليل)، فإن المستوطنين اليهود الذين يعيشون في الجيوب اليهودية الصغيرة في الخليل يحسبون أيضا في قرية كريات أربع. وهي تعتبر النواة الأساسية لحركة المستوطنين الراديكالية التي تطالب بالضفة الغربية التي يسكنها الفلسطينيون، مستشهدة بالتوراتي إيرتس إسرائيل.
ويعتبر المجتمع الدولي المستوطنات الإسرائيلية غير قانونية بموجب القانون الدولي، ولكن الحكومة الإسرائيلية تتنازع على ذلك. ووفقا لوثيقة مصنفة في عام 1970 بعنوان «طريقة إنشاء كريات أربع» صدر في عام 2016، فإن إنشاء كريات أربا استخدم نظاما لضم الأراضي إلى قاعدة عسكرية لغرض التسوية المدنية، وهي المرة الأولى التي حدث فيها ذلك الضفة الغربية بحسب شلومو جازيت.

## ميثولوجيا
الأسم كريات أربا مذكور في الأنجيل في العهد القديم (تكوين 23). يذكر في الأنجيل أنه المكان الذي دفن فيه النبي إبراهيم زوجته سارة. يذكر أيضا في سفر يشوع أصحاح 14 في الاية 15 «وَكَانَتْ حَبْرُونُ تُدْعَى مِنْ قَبْلُ قَرْيَةَ أَرْبَعَ عَلَى اسْمِ بَطَلِ العناقيون الأَعْظَمِ. ثُمَّ اسْتَرَاحَتِ الأَرْضُ مِنَ الْحَرْبِ.»

### تفسير مسيحي
اسم كنعاني معناه «مدينة أربع» وهي مدينة كانت لرجل اسمه أربع. واسمها المشهور حبرون. ويرى البعض أن معنى كلمة حبرون يدل على التحالف وأنها كانت أربعة أقسام. كل قسم لعشيرة وقد تحالفت تلك العشائر وأقامت فيها فدعيت بقرية أربع وباسم حبرون. وفي القديم كان كلما ذكر اسم قرية أربع يذكر معه أنها هي حبرون إلا في موضع واحد هو في سفر نحميا أصحاح 11 اية 25.
«وَكَانَتْ حَبْرُونُ تُدْعَى مِنْ قَبْلُ قَرْيَةَ أَرْبَعَ عَلَى اسْمِ بَطَلِ الْعَنَاقِيِّينَ الأَعْظَمِ. ثُمَّ اسْتَرَاحَتِ الأَرْضُ مِنَ الْحَرْبِ».

### تفسير يهودي
هناك تفسيرات مختلفة للاسم، لا يستبعد بعضها بعضا. وفقا للمفسر اليهودي راشي، كريات أربا تعني إما بلدة (كيريا) الأرباوي، العملاق الذي كان له ثلاثة أبناء، أو بلدة الأربعة عمالقة: عناق (ابن أربا) وأبناءه الثلاثة - أخيمان، شيشاي وتلماي الذين وصفوا أنهم أبناء «عملاق» في سفر العدد 22:13: «وَاجْتَازُوا صَحْرَاءَ النَّقَبِ حَتَّى وَصَلُوا حَبْرُونَ حَيْثُ تُقِيمُ قَبَائِلُ بني عناق: أَخِيمَانَ وَشِيشَايَ وَتَلْمَايَ. وَكَانَتْ حَبْرُونُ قَدْ بُنِيَتْ قَبْلَ مَدِينَةِ صُوعَنَ الْمِصْرِيَّةِ بِسَبْعِ سَنَوَاتٍ» 
يقول البعض أن عناق («العملاق») هو الاسم الصحيح طبقا لتارجم جوناثان والترجمة السبعينية، وأن عناق قد يكون أب الشبان الثلاثة المذكورين في سفر العدد المقيمين في حبرون المعروفة بأسم كريات أربع.

## التاريخ

### التاريخ القديم
قالب:بحاجة لمراجعة
حبرون أو الخليل هي واحدة من أقدم المدن التي لها سجل تاريخي، وكانت أول مستوطنة يهودية قديمة. ووفقا للكتاب المقدس في سفر العدد (13: 22-23) تأسست سبع سنوات قبل صوعن أو تانيس، أقدم مدينة في مصر السفلى، وهو ما يعني أنها تأسست في النصف الأول من الألف الثالث قبل الميلاد. جوزيفوس (Bel Jud., IV, IX, 7)  يؤكد على أنه في ذلك الوقت كانت قد بلغت المدينة بالفعل 2300 سنة. في الأصل كانت تسمى كريات أربع وكريات-ها-أربع.
التوراة أو العهد القديم يعتبر كريات أربع (حبرون) كمدينة سبط يهوذا. والمستوطنون اليهود اليوم ملتزمون بهذا التقليد ويستنتجون منه الأهمية الدينية لحبرون (كريات أربع) وتأسيس مستوطنة كريات أربع.
يذكر في سفر التكوين اصحاح 23 أن قرية ربع كانت تدعى حبرون وكانت تقع في أرض كنعان وفي تلك المنطقة دفن النبي إبراهيم زوجته سارة ويذكر أيضا إنه طلب من الحثيين (شعب هندواوروبي) أن يعطوه قبر لدفنها فطلب من أهل المنطقة أن يلتمسوا عفرون بن صوحر أن يعطيه مغارة في طرف حقل عفرون كانت تدعى المكفيلة «إِنْ طَابَتْ نُفُوسُكُمْ أَنْ أَدْفِنَ مَيْتِي مِنْ أَمَامِي، فَاسْمَعُوا لِي وَالْتَمِسُوا لأَجْلِي مِنْ عِفْرُونَ بْنِ صُوحَرَ، أَنْ يَبِيعَنِي مَغَارَةَ الْمَكْفِيلَةِ الَّتِي فِي طَرَفِ حَقْلِهِ، فَأَشْتَرِيَهَا مِنْهُ لِقَاءَ ثَمَنٍ كَامِلٍ، وَأَمْتَلِكَهَا لِتَكُونَ مَدْفَناً لِي فِي وَسَطِكُمْ».  فقام النبي إبراهيم بشراء قبر هناك بقيمة 400 شاكل (ما يقارب 5 كيلوغرامات فضة) 
«وَبِمُقْتَضَى ذَلِكَ أَصْبَحَ حَقْلُ عِفْرُونَ الَّذِي فِي الْمَكْفِيلَةِ مُقَابِلَ ممرا، وَالْمَغَارَةُ الَّتِي فِيهِ، وَجَمِيعُ الأَشْجَارِ الْقَائِمَةِ فِي كُلِّ الْحُدُودِ الْمُحِيطَةِ بِهِ، مُلْكاً لإِبْرَاهِيمَ، بِمَشْهَدٍ مِنَ الْحِثِّيِّينَ وَسَائِرِ الْحَاضِرِينَ فِي مَجْلِسِ مَدِينَتِهِ. 19وَبَعْدَ ذَلِكَ دَفَنَ إِبْرَاهِيمُ زَوْجَتَهُ سَارَةَ فِي مَغَارَةِ الْمَكْفِيلَةِ، مُقَابِلَ مَمْرَا. وَهِيَ حَبْرُونُ فِي أَرْضِ كَنْعَانَ. فَامْتَلَكَ إِبْرَاهِيمُ مِنَ الْحِثِّيِّينَ الْحَقْلَ وَالْمَغَارَةَ الَّتِي فِيهِ لِيَكُونَا مَدْفَناً لَهُ».
ودعيت قريات أربع بأسم منطقة ممرا وهي نفسها حبرون وبجانبها كانت مغارة المكفيلة وهي رامة الخليل التي تقع شمالي الخليل بمقدار ميل ونصف الميل.
«وَقَدِمَ يَعْقُوبُ عَلَى إِسْحاقَ أَبِيهِ إِلَى مَمْرَا فِي قَرْيَةِ أَرْبَعَ الْمَعْرُوفَةِ بِحَبْرُونَ حَيْثُ تَغَرَّبَ إِبْرَاهِيمُ وَإِسْحاقُ. 28 وَعَاشَ إِسْحاقُ مِئَةً وَثَمَانِينَ سَنَةً، 29ثُمَّ أَسْلَمَ رُوحَهُ وَلَحِقَ بِقَوْمِهِ شَيْخاً طَاعِناً فِي السِّنِّ وَدَفَنَهُ ابْنَاهُ عِيسُو وَيَعْقُوبُ».
منحت حبرون (قريات اربع) لكالب بن يفنة القنزي بسبب أمانته عندما عاد من تجسس الأرض ولأنه اتبع الرب إله أسرائيل من كل قلبه. أعطاه اياها النبي موسى ولكن لم تعطى له إلى بعد عبور نهر الأردن إلى أرض الميعاد من قبل يشوع بن نون. طلب كالب إقليم الجبل فأعطاه يشوع ملكا له. وكان يعيش في تلك المنطقة العناقيين وكانت مدنهم ضخمة ومحصنة. وكانت حبرون تدعى سابقا قرية أربع على اسم بطل العناقيين الأعظم ويذكر أن الأرض استراحت من الأرض.
يذكر في سفر نحميا أصحاح 11 آية 25 أن هناك من أبناء يهوذا (سبط يهوذا) من عاشوا في قرية أربع وضياعها ومواضع أخرى. لكن لم يذكر هنا أن قرية أربع هي نفسها حبرون كما اعتاد ان يذكر في الكتاب المقدس.

### التاريخ الحديث والمعاصر
عاش يهود الخليل والفلسطينيين بسلام لقرون، على إثر ازدياد هجرة اليهود الأوروببين وسعي اليهود للسيطرة على حائط البراق حدثت ثورة البراق وإزداد التوتر بين سكان المدينة. قام فلسطينيين من المنطقة ومن القرى المجاورة في 23 أغسطس 1929، بقتل 67 من السكان اليهود في المدينة في المذابح المنظمة في الخليل، واليهود الباقين الذين كانوا على قيد الحياة هربوا من الخليل. الحاخام موشيه ليفينغر وإليازر والدمان طالبا بعد حرب الأيام الستة تجديد التواجد اليهودي في حبرون (خليل). في أحتفال الفصح اليهودي 1968 أنتقل ليفنغر مع 87 من مؤيديه وأقاربه إلى Park Hotel of Hebron. بعد يومين أعلن أن المجموعة هدفها البقاء في حبرون لأثبات وجود يهودي فيها. وزير الدفاع موشي داجانفيل اراد إزالة المستوطنين واقترح وجود قاعدة عسكرية قريبة كمستوطنة. وبعد مفاوضات بين ليفينجر والحكومة بقيادة حزب العمال في أفودا، تأسست كريات أربع في عام 1970 في شرق الخليل على موقع قاعدة عسكرية سابق.  
في عام 1968، قامت مجموعة من اليهود بقيادة الحاخام موشيه ليفينغر والحاخام اليعازر والدمان بتأسيس كريات أربع على المشارف الشرقية من الخليل. ادعى المستوطنون الإسرائيليون أن الاستيطان اليهودي حول الخليل له ما يبرره في ضوء مذبحة الخليل عام 1929 واستمرارية وجود اليهود في المنطقة حتى ذلك الحين. بدأ بناء المستوطنة على قاعدة عسكرية مهجورة في عام 1970، وتم انتقال السكان في العام التالي. المدينة هي مجتمع مكتف ذاتيا. لها مؤسسات تعليم تشمل مراحل ما قبل الحضانة وما بعد الثانوية ومرافق طبية ومراكز تسوق وبنوك ومركز بريد. حصلت كريات أربع على مكانة مجلس محلي في عام 1979. في حين أن كريات أربع تقع داخل أراضي مجلس هار حبرون (خليل) الإقليمي، فهي مجلس محلي مستقل.
تعرض المستوطنون الإسرائيليون الذين يعيشون في (كريات أربع) لهجمات متعددة من قبل الفلسطينيين. وبين عامي 1981 و1986 أصيب أربعة أشخاص من (كريات أربع) بجراح وأصيبوا في سوق الخليل. في عام 1994، ساريت بريغرال من كريات أربا، 17 عاما، أطلق عليه الرصاص في إطلاق نار. 
وفي مارس / آذار 2003، قتل إيلي ودينا هورويتز بالرصاص في منزلهما وأصيب خمسة آخرون. في 26 نوفمبر / تشرين الثاني 2009، طعن وجرح اثنين من الإسرائيليين من قبل فلسطيني في محطة وقود كريات أربع. ثم قتل الفلسطيني بالرصاص على يد جندي إسرائيلي.

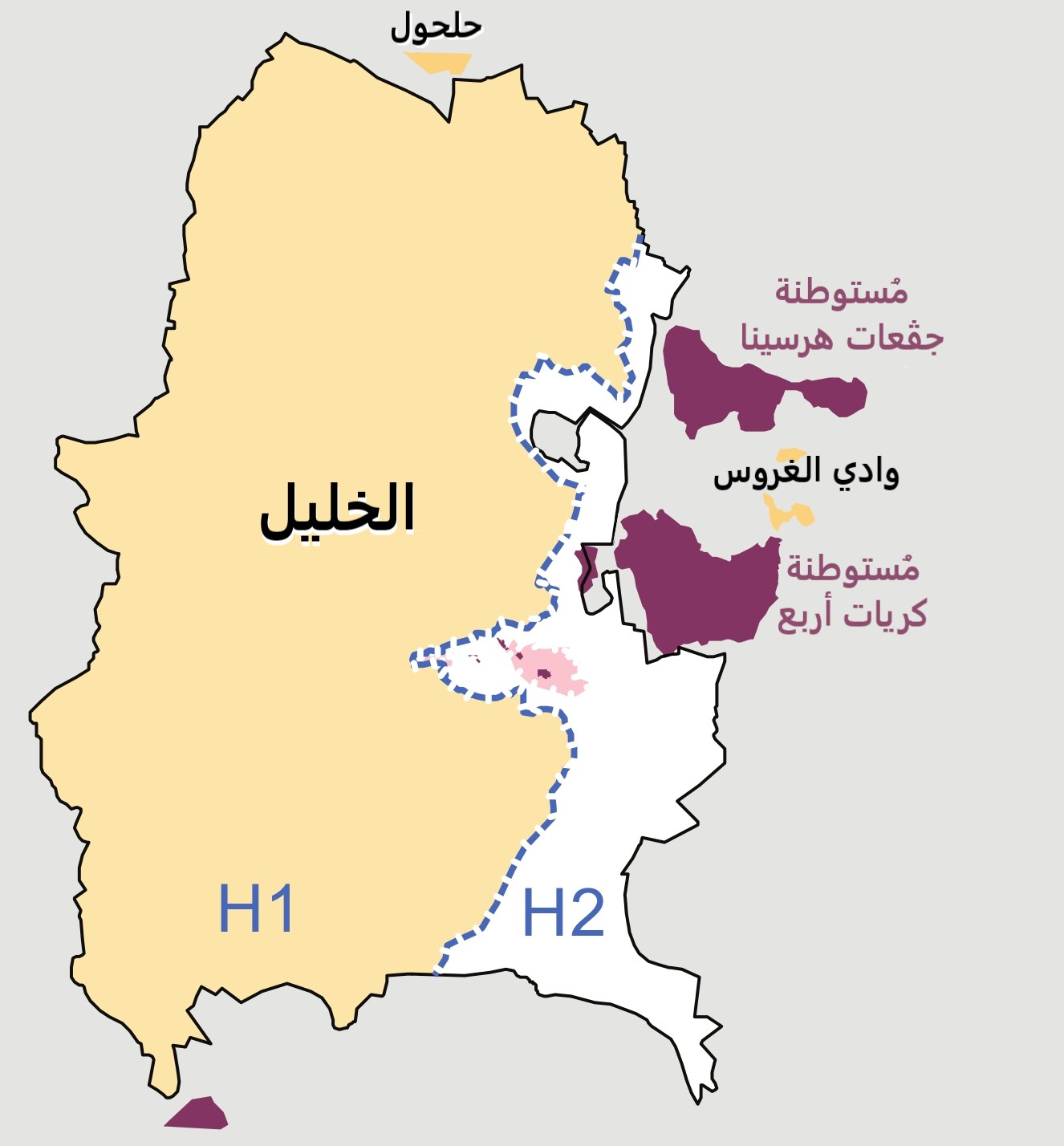
المستوطنات الإسرائيلية في الجليل

في 31 أغسطس / آب 2010، قتل أربعة أشخاص، من بينهم امرأة حامل، بالرصاص في سيارتهم من قبل مسلحين من حماس خارج كريات أربع. واعتقلت السلطة الفلسطينية مرتكبيها، ولكن أطلق سراحهم فورا بعد أن اتهمتهم حماس بالخيانة. في 8 أكتوبر / تشرين الأول 2010، قتلت القوات الإسرائيلية اثنين من الجناة وألقت القبض على ستة خلال غارة في الخليل. 
وفي تشرين الأول / أكتوبر 2011، أدى هجوم رجم فلسطيني قرب كريات أربع إلى سقوط سيارة أحد السكان، مما أدى إلى مقتله وابنه الرضيع. ثم سرق الجناة مسدس الرجل ومحفظته. وفي أعقاب تحقيق قام به جهاز الأمن العام الأسرائيلي (الشاباك) والجيش الإسرائيلي والشرطة، اعتقل فلسطينيان من حلحول لإلقاء الحجارة التي تسببت في انقلاب السيارة، وألقي القبض على ثلاثة آخرين لسرقة المسدس. 
وفي 30 حزيران / يونيه 2016، دخل فلسطيني من قرية بني نعيم المجاورة إلى منزل في كريات أربع، وطعن حتى الموت فتاة إسرائيلية أمريكية تبلغ من العمر 13 عاما، هتليل يافا أرييل. وأطلق النار على المهاجم حتى الموت، بعد أن أصاب حارس الأمن الذي رد على طعن آرييل أي الفتاة.
الطبيب باروخ جولدشتاين كان أحد مسؤلي مجزرة كهف البطاركة أو المسجد الأبراهيمي، حيث قتل 29 فلسيطينيا و 125 اخرين اصيبوا بينما كانوا يصلون.

### الحالة بموجب القانون الدولي
وعلى غرار كل المستوطنات الإسرائيلية في الأراضي التي تحتلها إسرائيل، تعتبر كريات أربع غير قانونية بموجب القانون الدولي، على الرغم من أن الحكومة الإسرائيلية تعارض ذلك. ويعتبر المجتمع الدولي أن المستوطنات الإسرائيلية تنتهك حظر اتفاقية جنيف الرابعة على نقل السكان المدنيين في القوة المحتلة إلى الأراضي المحتلة. وتعارض إسرائيل أن اتفاقية جنيف الرابعة تنطبق على الأراضي الفلسطينية لأنها لم تحتفظ بها بشكل قانوني من قبل سيادتها قبل أن تسيطر عليها إسرائيل. وقد رفضت محكمة العدل الدولية واللجنة الدولية للصليب الأحمر هذا الرأي.

## شعار المدينة
صمم الشعار الفنان الأسرائيلي باروخ ناتشون المولود في كريات أربع. الشعار يشمل الشعار العناصر والرموز التالية:
- العنصر الرئيسي هو القيثارة التي تشير إلى أن الملك داود يسود في الخليل.
- القيثارة لها في النهاية كرمة عنب ورمان - هاتين الثمرتين هما من بين الأنواع السبعة التي تتميز بها المنطقة.
- في وسط القيثارة يقف أسد يتطلع إلى اليسار - رمز قبيلة يهوذا.
- يقف الأسد على هيكل قبر البطاركة الموجود في الخليل (حبرون)، والذي يرمز إلى الصلة التاريخية اليهودية بالمكان.
- في الجزء السفلي من القيثارة توجد جبال مستديرة ومنازل - ترمز إلى منازل الخليل وجبال يهوذا.
- يتم تشكيل نهايات القيثارة مثل شوفار - ترمز إلى الخلاص.

## السكان
ووفقا لدائرة الأحصاء المركزية الأسرائيلية (CBS) في نهاية عام 2016 كان 7272 مواطن يعيش في سكان كريات أربع (المرتبة 194 في السلطات المحلية في إسرائيل). ويتزايد عدد السكان في معدل نمو سنوي قدره 2.3٪.
وفقا ل سي بي اس، وذلك اعتبارا من نهاية عام 2015، كريات أربعة حصلت على 2 من أصل 10، في مؤشر الاجتماعية والاقتصادية المدعو إشكول. حاملو شهادة الثانوية العامة طلاب الصف الثاني عشر عام 2014 - عام 2015 كان 70,1%. متوسط الراتب الشهري للموظف العام 2014 كان 5609 شيكل بينما المعدل الوطني هو 8465 شيكل. 11% من سكان كريات اربا هم من مجتمع بناي مى ناشى الذي تم استيعابه من قبل يشوف في منتصف عام 1990. بقية السكان مكونون من قومية دينية، علمانية، ملتزمة، أرذودكسية جدا.

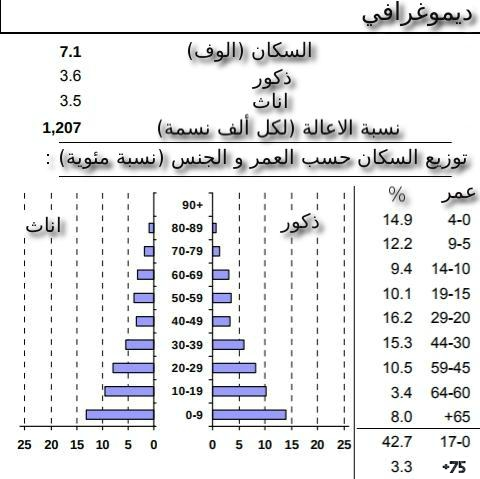
هرم سكاني لكريات اربع

### السكان حسب العمر

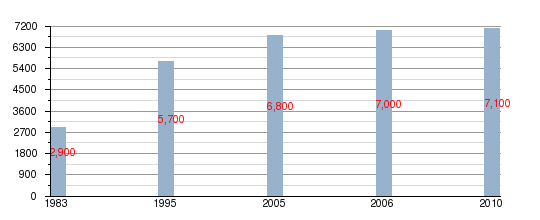
رسم توضيحي للتطور السكاني في كريات اربا

الأعمار من 0 إلى 4 14.9٪
الأعمار 5-9 12.2٪
الأعمار من 10 إلى 14 9.4٪
الأعمار 15-19 10.1٪
الأعمار 20 - 29 16.2٪
الأعمار 30 - 44 15.3٪
الذين تتراوح أعمارهم بين 45-59 10.5٪
الأعمار 60 - 64 3.4٪
الأشخاص الذين تبلغ أعمارهم 65 عاما فما فوق 8.0٪
وفيما يلي رسم بياني للتنمية السكانية في المنطقة:

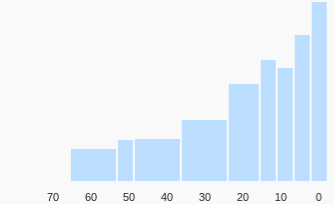
سكان كريات اربا حسب العمر

| النمو السكاني                                 | 2,5%  |
| --------------------------------------------- | ----- |
| ولادة                                         | 241   |
| وفاة                                          | 32    |
| النمو الإجمالي                                | 209   |
| معدل لكل ألف نسمة (2014-2015)                 | 29,7% |
| وفيات الرضع (2011-2015)                       | 0.8%  |
| معدل لكل ألف ولادة حية (2011-2015)            | ..    |
| توازن الهجرة                                  | -32   |
| المهاجرون في المستوطنة الأولى                 | 5     |
| النسبة المئوية للمهاجرين 1990 + إجمالي السكان | 17.9% |

## التعليم
لدى كريات أربع نظم تعليمية شاملة تخدم سكان المنطقة.

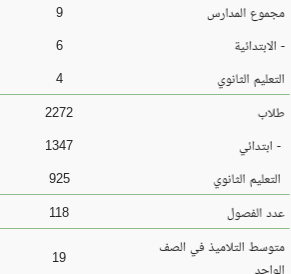
مجموع المدارس و الطلاب في كريات اربع

### رياض الأطفال والمدارس
- 22 روضة للأطفال.
- 4 مدارس ابتدائية دينية
- جفانيم (مدرسة اعدادية)
- 2 نوادي رعاية اجتماعية - «بيت هاديكل» و «بيت إريز»
- 1 ثانوية للفتياة فقط (هذا النوع يدعى اولبانا)

### مراكز التعليم الديني (ثانويات لتعليم التورات)

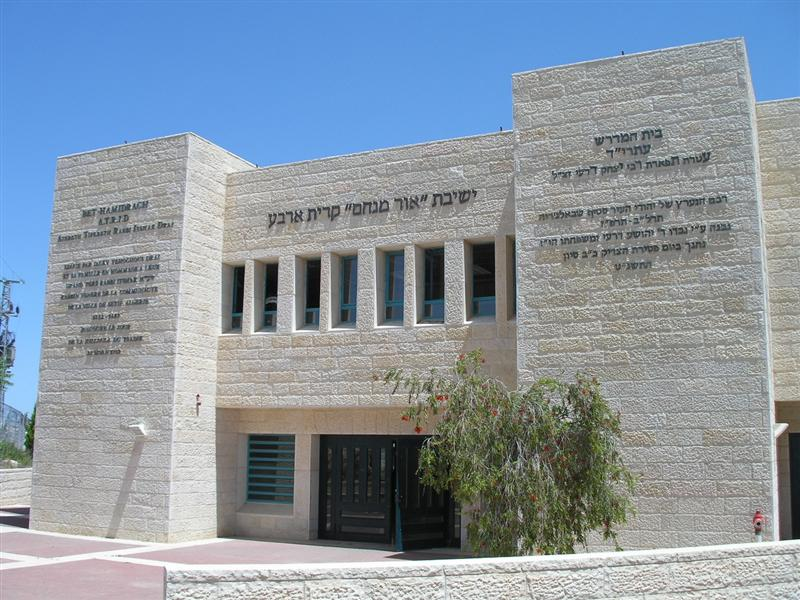
مدرسة يشيفا الثانوية

- مدرسة يشيفا كريات اربا الثانوية
- هيسدر يشيفا
- شافي هيفرون يشيفا

### حركات الشباب
- بني عكيفة - فرع كريات اربع.
- ارييل بانيم - فرع كريات اربع، فرع رامات مامرا.
- ارييل بنوت - فرع كريات اربع، فرع رمات مامرا.
- بيتار - معز كريات اربع.

### الدراسات العامة
- كلية التدريس التي تعمل كفرع من كلية إفراتا.
- ميدراشا للرحلات - ميدرشيت هيفرون.
- المركز الإقليمي لتنمية القيادة التربوية - يخدم أيضا المؤسسات التعليمية في المجتمعات المحلية في المنطقة (غوش عتصيون، إفرات وجبل حبرون)

## معالم تذكارية
حديقة كاهانى، أخذت إسمها من الحاخام مائير كاهانا مؤسس حزب كاخ اليميني المتطرف السياسي الذي بدوره محظور في إسرائيل ويعتبر حزب إرهابي. قتل في إسرائيل على يد مسلح عربي.

## معالم ومراكز ثقافية وعلمية
- متحف أرض يهودا.
- المركز الثقافي - افتتح في سبتمبر 2011
- تم تأسيس مركز الرقص للفنون الرقص عام 2001
- اثنين من المكتبات العامة التي تخدم سكان سكان كريات أربع.
- مركز البحوث والتنمية الإقليمية في يهوذا - التي أنشئت في عام 1998 في المجتمع، بدأتها وزارة العلوم والتكنولوجيا.
- نادي «العصر الذهبي» الاجتماعي الثقافي.

## مراكز رياضية
- القاعة الرياضية الرئيسية (وقد تم بناءها في أوائل الثمانينيات.
- تم بناء حمام سباحة بالقرب من مركز المجتمع في أوائل 1980.
- ميفال هبايس - يقع في حي رامات مامري، مع صالة رياضية وغرف الدراسة.

## حدائق
- حديقة مركزية في قلب كيريا، المتاخمة للمركز المجتمعي.
- حديقة مركزية في حي رامات المعمرة - على ارتفاع 1000 متر فوق مستوى سطح البحر

## مراكز تجارية
- ويشمل المركز التجاري الشركات الصغيرة والمطاعم، وفرع من معهد التأمين الوطني، والبنك، وأكثر من ذلك.
- المنطقة الصناعية - بما في ذلك العديد من المصانع وورش العمل مثل مصانع النبيذ، والنجارة، الركبتين، المطبعة، والمخابز، قاعة للولائم وأكثر من ذلك.
- مركز رامات مامرا التجاري

## مراكز أخرى
- معهد حاخامات المستوطنات - الذي تأسس في عام 1995.
- تم افتتاح نادي ريفي لقياس مستوى التقدم الجاري (state-of-the-art) في عام 2016.
- المركز المدني الذي يضم مبنى المجلس أعمالا وخدمات بريدية.
- المركز المجتمعي (أنشئ في 1980) [38]

## المواصلات
كريات أربع تمتلك محطة مركزية طرفية واحدة تديرها شركة إيجد تاعغورا. هذه المحطة الطرفية تستعمل غالبا كمحطة خروج إلى القدس، بئر السبع، كريات جات، جبل الخليل، الخ. ولكن أيضا كمحطة طرق لعدة خطوط مثل بئر السبع والخليل (حبرون).

## شخصيات ملحوظة
هناك عدة اشخاص ملحوظين تعود أصولهم من مستوطنة كريات أربع. من بينهم سارا افراهام، ملاكمة إسرائيلية من مواليد الهند، حائزة على جائزة بطلة الملاكمة التايلندية لوزن 57-63 عام 2014. دوف ليور، حاخام وروش يشيفا (منصب يهودي ديني). حاخام موشيه ليفينغر، إسرائيلي صهيوني متدين وحاخام ارثودكسي. باروخ جولدشتاين، محضر لمجزرة كهف البطاركة (المسجد الأبراهيمي). إلياكيم هاعتزني، محام وعضو كنيست سابق.

## الدين

الدين في كريات أربع

طبقا لدائرة الأحصاء المركزية CBS في أسرائيل فأن 97,7% من سكان المستوطنة يعتنقون الدين اليهودي حيث لا يوجد البتة تواجد للمسيحين والمسلمين العرب. (2015) يوجد ما يقارب خمس كنيسات يهودية.

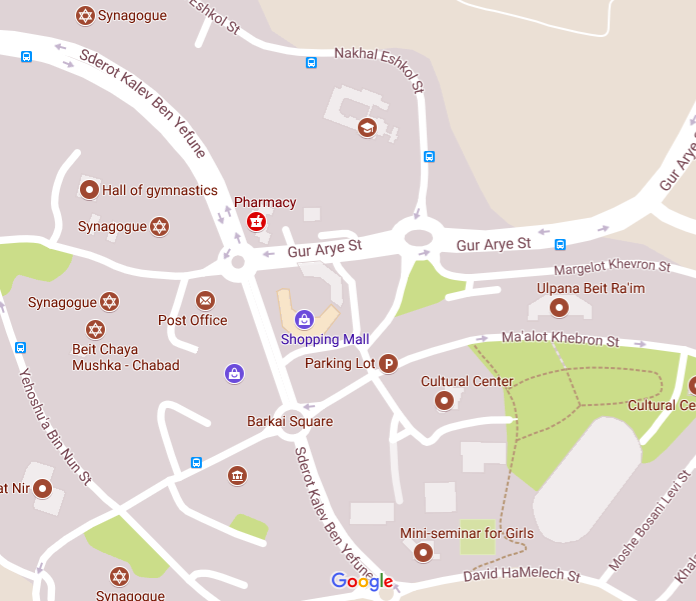
خريطة لمستوطنة كريات أربع. يمكن رؤية الكنسيات الخمسة.

## السياحة
يوجد في المستوطنة ما يقارب 26 منزلا معدة للسياح وبالرغم من صغر حجم المنازل فأنها تدر بأرباح دسمة لأصحابها قد تصل إلى 5000 الاف دولار أسبوعيا للبيت واحد. لا يمكن للراغبين بالسفر للمستوطنة بذهاب اليها جوا بسبب عدم وجود مطار إسرائيلي هناك ولكن هناك امكانية استخدام مطار تل أبيب. لا يوجد الكثير من النشاطات التي يمكن القيام بها في المستوطنة ولكن يمكن للراغبين بزيارة كهف البطاركة ويمكنه أيضا زيارة متحف إيرتز يهوذا الاركيولوجي.